# Gilbert de Clare (8. hrabia Hertford)
Gilbert de Clare, 8. hrabia Hertford i 4. hrabia Gloucester (ur. 10 maja 1291, zm. 24 czerwca 1314 pod Bannockburn), angielski możnowładca, jedyny syn Gilberta de Clare, 7. hrabiego Hertford, i Joanny z Akki, córki Edwarda I Długonogiego, króla Anglii.
Po śmierci ojca w 1295 r. odziedziczył tytuły 8. hrabiego Hertford i 4. hrabiego Gloucester. W 1297 r. tytuły te zostały przekazane ojczymowi Gilberta, lordowi Monthermer, który nosił je do końca życia Joanny z Akki, która zmarła w 1307 r. Gilbert został wówczas jedynym posiadaczem tych tytułów.
Gilbert dorastał razem z przyszłym królem Edwardem II. Cieszył się wielkim zaufaniem króla, który pozwolił mu nosić godności parowskie, zanim Gilbert ukończył 18 lat. Hrabia uczestniczył w kilku wyprawach przeciw Szkotom, również w tej z 1314 r. zakończonej przegraną bitwą pod Bannockburn. 23 czerwca hrabia dowodził przednią strażą wojsk angielskich. Znalazł się wówczas w niebezpieczeństwie, gdyż ubito pod nim konia. Drugiego dnia bitwy prosił króla aby ten wstrzymał się z atakiem. Edward II oskarżył go wówczas o tchórzostwo, co spowodowało, że hrabia poprowadził szarżę rycerstwa na zwarte szeregi szkockiej piechoty. Zginął nadziany na szkockie włócznie.
W 1308 r. poślubił Mathilde de Burgh (ok. 1290–1320), córkę Richarda Óg de Burgha, 2. hrabiego Ulsteru, i Marguerite de Guînes, siostrę Elżbiety de Burgh - królowej Szkocji. Kiedy hrabia zginął jego żona twierdziła, że jest w ciąży. Dopiero po roku uznano, że niemożliwe jest, aby Mathilde była w ciąży z Gilbertem. Włości zmarłego hrabiego, należące do największych w Anglii, podzielono między jego trzy siostry.